# Penicylinaza

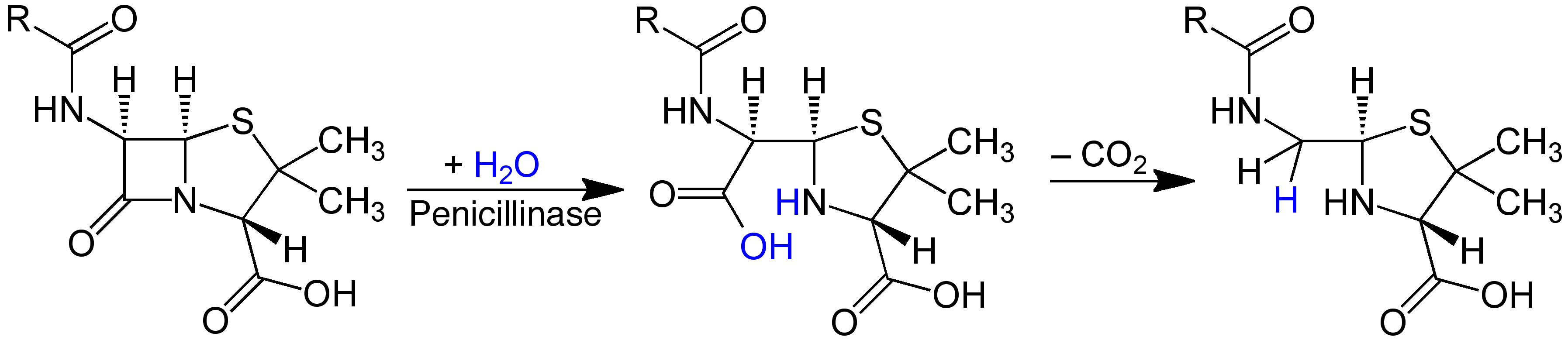
Penicylinaza

Penicylinazy (EC 3.5.2) – grupa enzymów należących do beta-laktamaz, warunkujących oporność niektórych bakterii na naturalne penicyliny – benzylową oraz fenoksymetylową. Działa poprzez hydrolizę pierścienia beta-laktamowego.

Według klasyfikacji Karen Bush, enzymy tej grupy należą do klasy 2a.
Drobnoustroje najczęściej wytwarzające penicylinazę to Staphylococcus (Staphylococcus aureus), Bacillus (Bacillus cereus).
Enzym ten u bakterii Gram-dodatnich jest kodowany przez gen znajdujący się na plazmidzie, wyłącznie w obecności induktora (jakim jest często antybiotyk). U bakterii Gram ujemnych (Moraxella, Bacteroides) gen kodujący znajduje się na chromosomie, choć u nich większą rolę odgrywają enzymy o szerokim spektrum substratowym.
Spektrum substratowe penicylinaz jest wąskie, poza penicylinami naturalnymi inaktywują one w małym stopniu cefalosporyny I generacji, choć nie wiadomo czy ma to znaczenie kliniczne.
Penicylinazy są hamowane przez inhibitory beta-laktamaz (kwas klawulanowy, sulbaktam, tazobaktam).